# Élections législatives de 1993 en Ille-et-Vilaine
Les élections législatives françaises de 1993 se déroulent les 21 et 28 mars 1993. Dans le département d'Ille-et-Vilaine, sept députés sont à élire dans le cadre de sept circonscriptions.

## Élus
| Circonscription                                 | Député sortant        | Parti | Parti     | Député élu ou réélu    | Parti | Parti     |
| ----------------------------------------------- | --------------------- | ----- | --------- | ---------------------- | ----- | --------- |
| 1re                                             | Jean-Michel Boucheron |       | PS        | Jean-Michel Boucheron  |       | PS        |
| 2e                                              | Edmond Hervé          |       | PS        | Yvon Jacob             |       | app. RPR  |
| 3e                                              | Yves Fréville         |       | UDF (CDS) | Yves Fréville          |       | UDF (CDS) |
| 4e                                              | Alain Madelin         |       | UDF (PR)  | Alain Madelin          |       | UDF (PR)  |
| 5e                                              | Pierre Méhaignerie    |       | UDF (CDS) | Pierre Méhaignerie     |       | UDF (CDS) |
| 6e                                              | Michel Cointat        |       | RPR       | Marie-Thérèse Boisseau |       | diss. UDF |
| 7e                                              | René Couanau          |       | UDF (CDS) | René Couanau           |       | UDF (CDS) |
| * député sortant ne se représentant pas en 1993 |                       |       |           |                        |       |           |

## Positionnement des partis
Les candidats d'alliance UDF-RPR se présentent sous la bannière de l'Union pour la France et ceux du Parti socialiste derrière l'Alliance des Français pour le Progrès. Enfin, Les Verts et Génération écologie s'unissent sous l'étiquette Entente des écologistes.

## Résultats
Les résultats des élections proviennent du quotidien Le Monde,.

### Résultats à l'échelle du département
| Parti          | Parti                                 | Premier tour | Premier tour | Second tour | Second tour | Sièges |
| Parti          | Parti                                 | Voix         | %            | Voix        | %           | Sièges |
| -------------- | ------------------------------------- | ------------ | ------------ | ----------- | ----------- | ------ |
|                | Union pour la démocratie française    | 155 539      | 41,84        | 110 686     | 45,45       | 5      |
|                | Rassemblement pour la République      | 35 470       | 9,54         | 29 747      | 12,21       | 1      |
|                | Divers droite                         | 5 822        | 1,57         |             |             | 0      |
|                | Union pour la France                  | 196 831      | 52,95        | 140 433     | 57,66       | 6      |
|                |                                       |              |              |             |             |        |
|                | Parti socialiste                      | 62 171       | 16,72        | 84 317      | 34,62       | 1      |
|                | Mouvement des réformateurs            | 9 631        | 2,59         | 18 778      | 7,71        | 0      |
|                | Alliance des Français pour le progrès | 71 802       | 19,31        | 103 095     | 42,33       | 1      |
|                |                                       |              |              |             |             |        |
|                | Les Verts                             | 23 520       | 6,33         |             |             | 0      |
|                | Génération écologie                   | 16 245       | 4,37         | 0           |             |        |
|                | Entente des écologistes               | 39 765       | 10,70        |             |             | 0      |
|                |                                       |              |              |             |             |        |
|                | Front national                        | 25 424       | 6,84         |             |             | 0      |
|                | Parti communiste français             | 14 941       | 4,02         | 0           |             |        |
|                | Divers écologiste dont LT-LNÉ         | 9 558        | 2,57         | 0           |             |        |
|                | Extrême gauche dont LCR, LO et PT     | 7 149        | 1,92         | 0           |             |        |
|                | Divers dont PLN                       | 3 729        | 1,00         | 0           |             |        |
|                | Régionaliste dont UDB                 | 1 962        | 0,53         | 0           |             |        |
|                | Mouvement des citoyens                | 603          | 0,16         | 0           |             |        |
|                |                                       |              |              |             |             |        |
| Inscrits       | Inscrits                              | 565 082      | 100,00       | 384 507     | 100,00      | 7      |
| Abstentions    | Abstentions                           | 171 904      | 30,42        | 124 156     | 32,29       |        |
| Votants        | Votants                               | 393 178      | 69,58        | 260 351     | 67,71       |        |
| Blancs et nuls | Blancs et nuls                        | 21 414       | 5,45         | 16 823      | 6,46        |        |
| Exprimés       | Exprimés                              | 371 764      | 94,55        | 243 528     | 93,54       |        |

### Résultats par circonscription

#### Première circonscription (Rennes-Sud)
| Candidat                      | Candidat                            | Parti               | Premier tour | Premier tour | Second tour | Second tour |  |
| Candidat                      | Candidat                            | Parti               | Voix         | %            | Voix        | %           |  |
| ----------------------------- | ----------------------------------- | ------------------- | ------------ | ------------ | ----------- | ----------- |  |
|                               | Jean-Pierre Dagorn                  | UDF (CDS)           | 14 442       | 34,43        | 19 696      | 47,09       |  |
|                               | Jean-Michel Boucheron sortant réélu | PS (ADFP)           | 11 937       | 28,45        | 22 131      | 52,91       |  |
|                               | Dominique Boullier                  | GÉ (EÉ)             | 5 310        | 12,65        |             |             |  |
|                               | Pierre Maugendre                    | FN                  | 3 083        | 7,35         |             |             |  |
|                               | Christian Benoist                   | PCF                 | 2 619        | 6,24         |             |             |  |
|                               | Josette Grimaud                     | LO                  | 1 252        | 2,98         |             |             |  |
|                               | Alain Guéguen                       | UÉD                 | 1 176        | 2,80         |             |             |  |
|                               | Colette Rouxel                      | LT-LNÉ              | 794          | 1,89         |             |             |  |
|                               | Henri David                         | Divers droite (DCF) | 643          | 1,53         |             |             |  |
|                               | Yves Juin                           | LCR                 | 522          | 1,24         |             |             |  |
|                               | Roger Brusq                         | PLN                 | 167          | 0,39         |             |             |  |
|                               |                                     |                     |              |              |             |             |  |
| Inscrits                      | Inscrits                            | Inscrits            | 69 504       | 100,00       | 69 504      | 100,00      |  |
| Abstentions                   | Abstentions                         | Abstentions         | 25 319       | 36,43        | 25 115      | 36,13       |  |
| Votants                       | Votants                             | Votants             | 44 185       | 63,57        | 44 389      | 63,87       |  |
| Blancs et nuls                | Blancs et nuls                      | Blancs et nuls      | 2 240        | 5,07         | 2 562       | 5,77        |  |
| Exprimés                      | Exprimés                            | Exprimés            | 41 945       | 94,93        | 41 827      | 94,23       |  |
| Source : Data.gouv et CEVIPOF |                                     |                     |              |              |             |             |  |

#### Deuxième circonscription (Rennes-Nord)
| Candidat                      | Candidat             | Parti          | Premier tour | Premier tour | Second tour | Second tour |  |
| Candidat                      | Candidat             | Parti          | Voix         | %            | Voix        | %           |  |
| ----------------------------- | -------------------- | -------------- | ------------ | ------------ | ----------- | ----------- |  |
|                               | Yvon Jacob élu       | RPR (UPF)      | 16 658       | 31,45        | 29 747      | 54,90       |  |
|                               | Edmond Hervé sortant | PS (ADFP)      | 14 038       | 26,50        | 24 437      | 45,10       |  |
|                               | Yves Cochet          | Les Verts (EÉ) | 7 087        | 13,38        |             |             |  |
|                               | Yves Pottier         | diss. RPR      | 6 848        | 12,93        |             |             |  |
|                               | Lionel Tocqué        | FN             | 3 158        | 5,96         |             |             |  |
|                               | Paul Lespagnol       | PCF            | 1 644        | 3,10         |             |             |  |
|                               | Raymond Madec        | LO             | 1 505        | 2,84         |             |             |  |
|                               | Jacques Ars          | Extrême gauche | 773          | 1,45         |             |             |  |
|                               | Bruno Lagadec        | UÉD            | 635          | 1,19         |             |             |  |
|                               | Marie-Claire Maudieu | LT-LNÉ         | 522          | 1,24         |             |             |  |
|                               | Alain Louvet         | PLN            | 167          | 0,39         |             |             |  |
|                               |                      |                |              |              |             |             |  |
| Inscrits                      | Inscrits             | Inscrits       | 81 532       | 100,00       | 81 217      | 100,00      |  |
| Abstentions                   | Abstentions          | Abstentions    | 25 773       | 31,61        | 23 567      | 29,02       |  |
| Votants                       | Votants              | Votants        | 55 759       | 68,39        | 57 650      | 70,98       |  |
| Blancs et nuls                | Blancs et nuls       | Blancs et nuls | 2 801        | 5,02         | 3 466       | 6,01        |  |
| Exprimés                      | Exprimés             | Exprimés       | 52 958       | 94,98        | 54 184      | 93,99       |  |
| Source : Data.gouv et CEVIPOF |                      |                |              |              |             |             |  |

#### Troisième circonscription (Rennes - Montfort)
| Candidat                      | Candidat                    | Parti          | Premier tour | Premier tour | Second tour | Second tour |  |
| Candidat                      | Candidat                    | Parti          | Voix         | %            | Voix        | %           |  |
| ----------------------------- | --------------------------- | -------------- | ------------ | ------------ | ----------- | ----------- |  |
|                               | Yves Fréville sortant réélu | UDF (CDS)      | 23 710       | 48,22        | 28 492      | 60,05       |  |
|                               | Marcel Rogemont             | PS (ADFP)      | 10 249       | 20,84        | 18 956      | 39,95       |  |
|                               | Jean Tchoubar               | GÉ (EÉ)        | 5 547        | 11,28        |             |             |  |
|                               | Brigitte Fourcade           | FN             | 3 274        | 6,65         |             |             |  |
|                               | Éric Berroche               | PCF            | 1 704        | 3,46         |             |             |  |
|                               | Jean-Pierre Gaudin          | LO             | 1 270        | 2,58         |             |             |  |
|                               | Dominique Gautier           | LT-LNÉ         | 1 197        | 2,43         |             |             |  |
|                               | Michel Génin                | UDB            | 691          | 1,40         |             |             |  |
|                               | Bernard Réty                | PT             | 637          | 1,29         |             |             |  |
|                               | Éric Melchior               | MDC            | 603          | 1,22         |             |             |  |
|                               | Maryvonne Plestan           | PLN            | 285          | 0,57         |             |             |  |
|                               |                             |                |              |              |             |             |  |
| Inscrits                      | Inscrits                    | Inscrits       | 76 176       | 100,00       | 76 172      | 100,00      |  |
| Abstentions                   | Abstentions                 | Abstentions    | 24 284       | 31,88        | 25 785      | 33,85       |  |
| Votants                       | Votants                     | Votants        | 51 892       | 68,12        | 50 387      | 66,15       |  |
| Blancs et nuls                | Blancs et nuls              | Blancs et nuls | 2 725        | 5,25         | 2 939       | 5,83        |  |
| Exprimés                      | Exprimés                    | Exprimés       | 49 167       | 94,75        | 47 448      | 94,17       |  |
| Source : Data.gouv et CEVIPOF |                             |                |              |              |             |             |  |

#### Quatrième circonscription (Redon)
|                               | Alain Madelin sortant réélu | UDF (PR)       | 33 538 | 58,58  |  |  |  |
|                               | Jean-René Marsac            | PS (ADFP)      | 8 722  | 15,23  |  |  |  |
|                               | Philippe Violanti           | GÉ (EÉ)        | 5 388  | 9,41   |  |  |  |
|                               | Thierry Benoist             | FN             | 4 310  | 7,52   |  |  |  |
|                               | André Chériaux              | PCF            | 3 015  | 5,26   |  |  |  |
|                               | Thierry Strube              | LT-LNÉ         | 1 856  | 3,24   |  |  |  |
|                               | Philippe Corbin             | PLN            | 1 197  | 2,43   |  |  |  |
|                               |                             |                |        |        |  |  |  |
| Inscrits                      | Inscrits                    | Inscrits       | 84 266 | 100,00 |  |  |  |
| Abstentions                   | Abstentions                 | Abstentions    | 24 027 | 28,51  |  |  |  |
| Votants                       | Votants                     | Votants        | 60 239 | 71,49  |  |  |  |
| Blancs et nuls                | Blancs et nuls              | Blancs et nuls | 2 995  | 4,97   |  |  |  |
| Exprimés                      | Exprimés                    | Exprimés       | 57 244 | 95,03  |  |  |  |
| Source : Data.gouv et CEVIPOF |                             |                |        |        |  |  |  |

#### Cinquième circonscription (Vitré)
|                               | Pierre Méhaignerie sortant réélu | UDF (CDS)      | 41 085 | 62,22  |  |  |  |
|                               | Guy Gerbaud                      | PS (ADFP)      | 7 872  | 11,92  |  |  |  |
|                               | Gaël Lagadec                     | Les Verts (EÉ) | 6 949  | 10,52  |  |  |  |
|                               | Henri Leroy                      | FN             | 4 124  | 6,24   |  |  |  |
|                               | Françoise Hamard                 | LO             | 1 963  | 2,97   |  |  |  |
|                               | Jean Le Duff                     | PCF            | 1 565  | 2,37   |  |  |  |
|                               | Philippe Corbin                  | LT-LNÉ         | 1 273  | 1,92   |  |  |  |
|                               | Marcel Lacour                    | UDI            | 845    | 1,27   |  |  |  |
|                               | Marie Jumelais-Brusq             | PLN            | 352    | 0,53   |  |  |  |
|                               |                                  |                |        |        |  |  |  |
| Inscrits                      | Inscrits                         | Inscrits       | 95 975 | 100,00 |  |  |  |
| Abstentions                   | Abstentions                      | Abstentions    | 26 032 | 27,12  |  |  |  |
| Votants                       | Votants                          | Votants        | 69 943 | 72,88  |  |  |  |
| Blancs et nuls                | Blancs et nuls                   | Blancs et nuls | 3 915  | 5,6    |  |  |  |
| Exprimés                      | Exprimés                         | Exprimés       | 66 028 | 94,4   |  |  |  |
| Source : Data.gouv et CEVIPOF |                                  |                |        |        |  |  |  |

#### Sixième circonscription (Fougères)
| Candidat                      | Candidat                    | Parti                 | Premier tour | Premier tour | Second tour | Second tour |  |
| Candidat                      | Candidat                    | Parti                 | Voix         | %            | Voix        | %           |  |
| ----------------------------- | --------------------------- | --------------------- | ------------ | ------------ | ----------- | ----------- |  |
|                               | Marie-Thérèse Boisseau élue | diss. UDF             | 15 380       | 32,41        | 27 471      | 59,40       |  |
|                               | Michel Cointat sortant      | RPR (UPF)             | 11 964       | 25,21        | Retrait     | Retrait     |  |
|                               | Louis Feuvrier              | MDR (ADFP)            | 9 327        | 19,66        | 18 778      | 40,60       |  |
|                               | Maurice Langlois            | Les Verts (EÉ)        | 4 686        | 9,87         |             |             |  |
|                               | Paulette Vincent            | FN                    | 2 526        | 5,32         |             |             |  |
|                               | Jean-Claude Guillerm        | PCF                   | 1 882        | 3,96         |             |             |  |
|                               | Sophie Ronget               | LT-LNÉ                | 1 011        | 2,13         |             |             |  |
|                               | Jacques Guérin              | PLN                   | 404          | 0,85         |             |             |  |
|                               | Antoine Josoa               | Divers droite         | 186          | 0,39         |             |             |  |
|                               | Christian Georgeault        | Régionaliste (Emgann) | 75           | 0,15         |             |             |  |
|                               |                             |                       |              |              |             |             |  |
| Inscrits                      | Inscrits                    | Inscrits              | 70 219       | 100,00       | 70 209      | 100,00      |  |
| Abstentions                   | Abstentions                 | Abstentions           | 19 269       | 27,44        | 20 465      | 29,15       |  |
| Votants                       | Votants                     | Votants               | 50 950       | 72,56        | 49 744      | 70,85       |  |
| Blancs et nuls                | Blancs et nuls              | Blancs et nuls        | 3 509        | 6,89         | 3 495       | 7,03        |  |
| Exprimés                      | Exprimés                    | Exprimés              | 47 441       | 93,11        | 46 249      | 92,97       |  |
| Source : Data.gouv et CEVIPOF |                             |                       |              |              |             |             |  |

#### Septième circonscription (Saint-Malo)
| Candidat                      | Candidat                    | Parti          | Premier tour | Premier tour | Second tour | Second tour |  |
| Candidat                      | Candidat                    | Parti          | Voix         | %            | Voix        | %           |  |
| ----------------------------- | --------------------------- | -------------- | ------------ | ------------ | ----------- | ----------- |  |
|                               | René Couanau sortant réélu  | UDF (CDS)      | 27 384       | 48,05        | 35 027      | 65,08       |  |
|                               | Isabelle Thomas             | PS (ADFP)      | 9 353        | 16,41        | 18 793      | 34,92       |  |
|                               | Fernard Leborgne            | Divers droite  | 4 993        | 8,76         |             |             |  |
|                               | Yves Pottier                | FN             | 4 949        | 8,68         |             |             |  |
|                               | Yannick Le Brelot           | Les Verts (EÉ) | 4 798        | 8,42         |             |             |  |
|                               | Jean-Charles Le Sager       | PCF            | 2 512        | 4,40         |             |             |  |
|                               | Henri Gourmelen             | UDB            | 1 196        | 2,09         |             |             |  |
|                               | Serge Fourchon              | LT-LNÉ         | 1 193        | 2,09         |             |             |  |
|                               | Adrien Marulier-Grandmesnil | MDR            | 304          | 0,53         |             |             |  |
|                               | Georges Bertholio           | PLN            | 299          | 0,52         |             |             |  |
|                               |                             |                |              |              |             |             |  |
| Inscrits                      | Inscrits                    | Inscrits       | 87 410       | 100,00       | 87 405      | 100,00      |  |
| Abstentions                   | Abstentions                 | Abstentions    | 27 200       | 31,12        | 29 224      | 33,44       |  |
| Votants                       | Votants                     | Votants        | 60 210       | 68,88        | 58 181      | 66,56       |  |
| Blancs et nuls                | Blancs et nuls              | Blancs et nuls | 3 229        | 5,36         | 4 361       | 7,5         |  |
| Exprimés                      | Exprimés                    | Exprimés       | 56 981       | 94,64        | 53 820      | 92,5        |  |
| Source : Data.gouv et CEVIPOF |                             |                |              |              |             |             |  |